# Rue de l'Yvette
La rue de l'Yvette est une voie publique du 16e arrondissement de Paris, en France.

## Situation et accès
Longue de 194 mètres, elle commence au 2, rue Jasmin et se termine aux 23-29, rue du Docteur-Blanche. C’est une rue essentiellement résidentielle.
Elle donne sur six autres voies :
- la rue Jasmin, au no 2, au début de la rue ;
- la rue de la Cure au no 2 ;
- la rue Robert-Turquan au no 13 ;
- la rue René-Bazin au no 17 ;
- le passage Eugène-Beaudouin au no 38 ;
- la rue du Docteur-Blanche, aux nos 23-29, à la fin de la rue.

Elle est en sens unique à la circulation automobile de la rue du Docteur-Blanche à la rue Jasmin.
La rue est desservie au plus proche dans l'avenue Mozart par la ligne 9 à la station Jasmin.

## Origine du nom

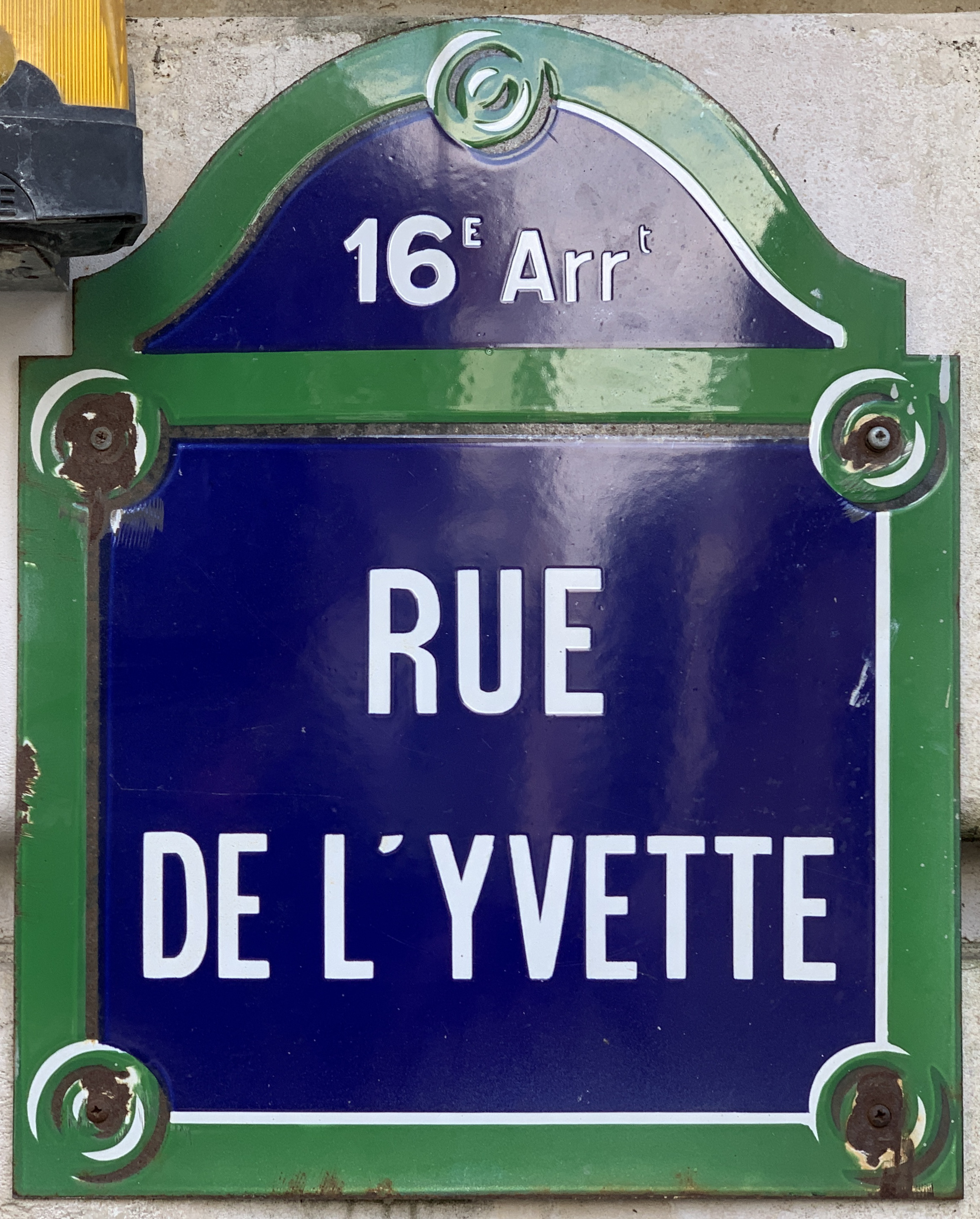
Plaque de la rue.

Elle porte le nom de l'Yvette, une rivière du bassin de la Seine, affluent de l'Orge et donc sous-affluent de la Seine, qui prend sa source au lieu-dit Yvette, commune de Lévis-Saint-Nom puis coule dans la vallée de Chevreuse à travers les départements des Yvelines et de l'Essonne.

## Historique
Cette voie de l'ancienne commune d'Auteuil, initialement appelée « sente du Four » et « chemin du Four », est tracée sur le plan cadastral de 1823 sous le nom de « rue du Four » entre les rues de la Cure et du Docteur-Blanche.
Classée dans la voirie parisienne en vertu du décret du 23 mai 1863, elle prend sa dénomination actuelle par un arrêté du 1er février 1877 puis elle est prolongée, par un décret du 2 mai 1881, de la rue de la Cure jusqu'à la rue Jasmin.

## Bâtiments remarquables et lieux de mémoire
- No 1 (et nos 4-6, rue Jasmin) : avant 1904 s’élevait à cette adresse une villa au milieu d’un vaste jardin qui dominait l'avenue Mozart ; le jardin était bordé d’une longue terrasse avec balustrade et on y trouvait une « belle allée couverte de marronniers »[2]. En 1911, l’architecte Jean-Marie Boussard y construit l’actuel immeuble de rapport qui s’y trouve[3], connu pour ses atlantes supportant les consoles et ses rares cariatides assises[4].
- Nos 7-11 : institut médical Jasmin[5].

- No 25 : ancien atelier du sculpteur Henri Bouchard (1875-1960), construit en 1924, et ancien musée Bouchard, ouvert au public de 1962 à 2007[6],[7].

- No 34 : à cette adresse se trouvait l'école de préparation professionnelle d’art graphique dirigée par Suzanne Hulot, où Marcel Roche enseigna la gravure[8].
- No 38 : garderie Les Petites Crèches [9] .
- No 40 : ici habita l’écrivain, philosophe et historien Émile Bréhier (1876-1952)[10].

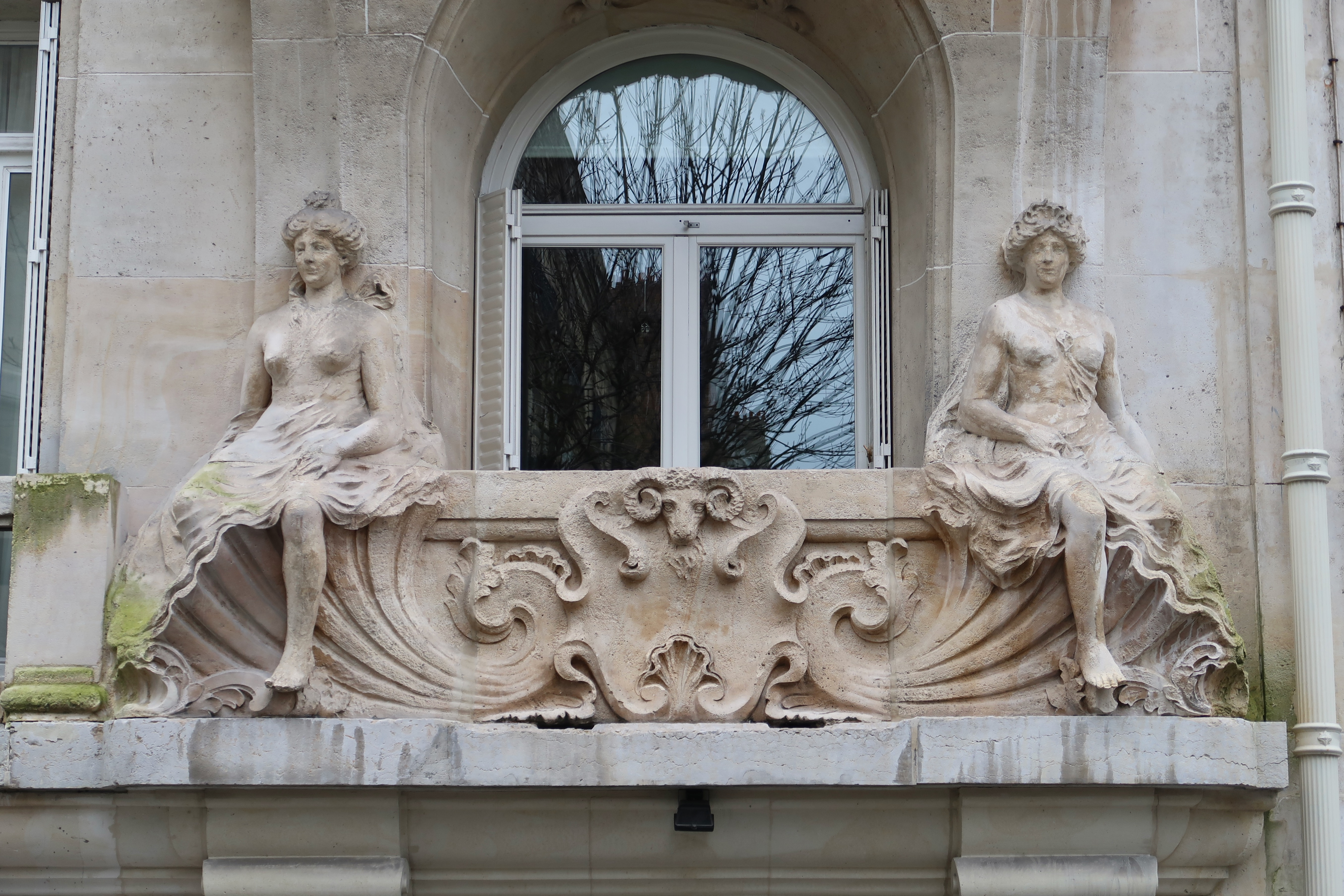
No 1.
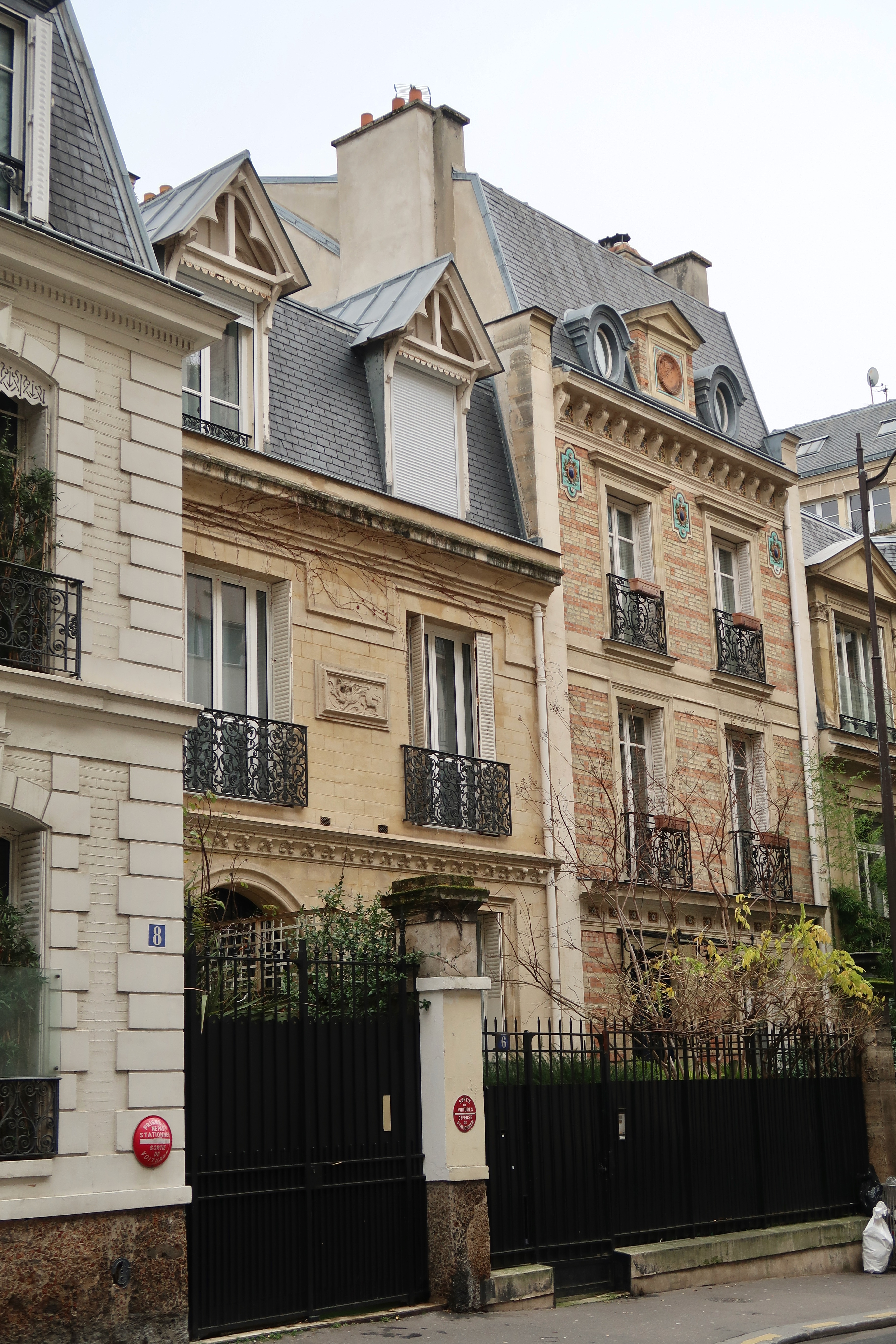
Nos 6-8.
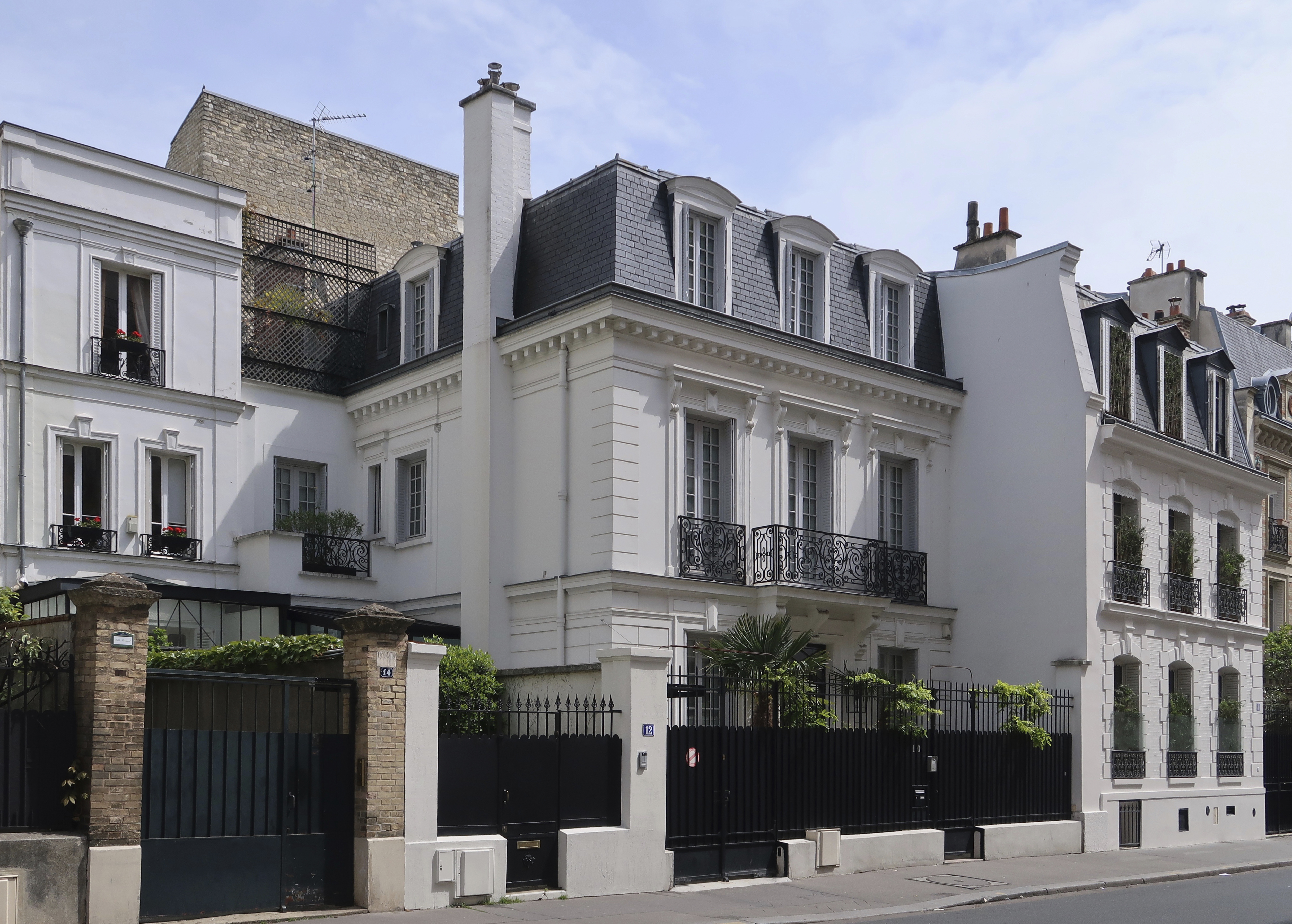
Nos 8-14.
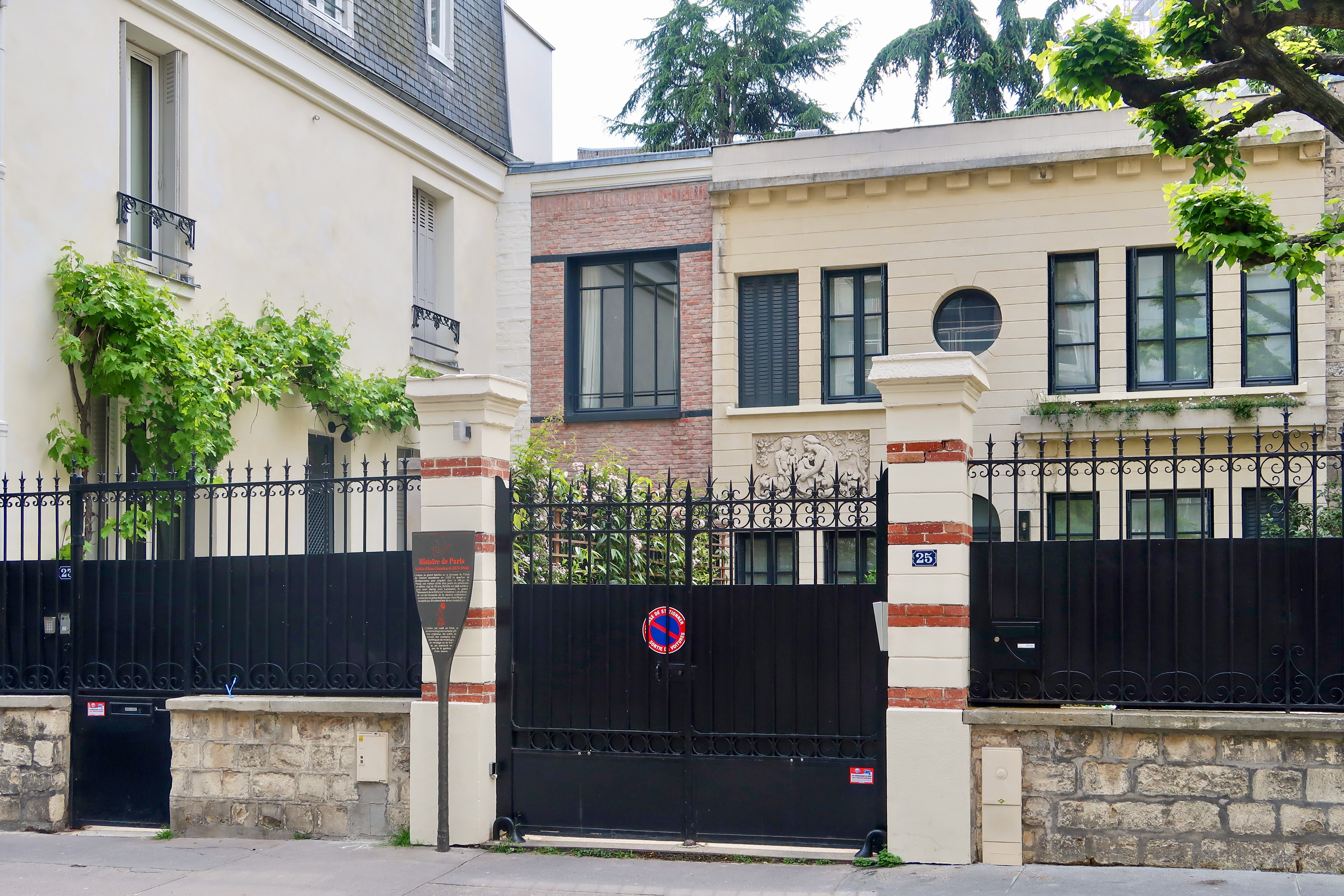
No 25.